# Памятные монеты Казахстана из золота
Памятные монеты из золота выпускаются Национальным банком Республики Казахстан с 2000 года, когда была выпущена монета, посвящённая 1500-летию города Туркестана. Для изготовления монет используется золото 999 пробы, все они чеканятся в качестве proof на Казахстанском монетном дворе.
Выпуск монет осуществляется в рамках местных программ «Животные», «Знаменитые мечети мира», «Восточный календарь», «Портреты на банкнотах», а также международной монетной программы «Самые маленькие монеты мира». Часть памятных монет была выпущена вне рамок каких-либо серий.
Некоторые монеты — серии «Животные» и монета «Олимпийские игры 2010. Биатлон» инкрустированы бриллиантами диаметром до 1 мм.
Золотые монеты выпускаются номиналом в 50, 100, 500, 1000, 50 000 и 100 000 тенге и являются законным средством платежа в Казахстане, однако, поскольку их рыночная стоимость значительно выше, в качестве средств платежа они не используются.

## Статистика
По состоянию на 31 декабря 2019 года была выпущена 54 памятная золотая монета.
| Сводная таблица выпуска монет по годам и номиналу | Сводная таблица выпуска монет по годам и номиналу | Сводная таблица выпуска монет по годам и номиналу | Сводная таблица выпуска монет по годам и номиналу | Сводная таблица выпуска монет по годам и номиналу | Сводная таблица выпуска монет по годам и номиналу | Сводная таблица выпуска монет по годам и номиналу | Сводная таблица выпуска монет по годам и номиналу | Сводная таблица выпуска монет по годам и номиналу | Сводная таблица выпуска монет по годам и номиналу | Сводная таблица выпуска монет по годам и номиналу | Сводная таблица выпуска монет по годам и номиналу | Сводная таблица выпуска монет по годам и номиналу | Сводная таблица выпуска монет по годам и номиналу | Сводная таблица выпуска монет по годам и номиналу | Сводная таблица выпуска монет по годам и номиналу | Сводная таблица выпуска монет по годам и номиналу | Сводная таблица выпуска монет по годам и номиналу | Сводная таблица выпуска монет по годам и номиналу | Сводная таблица выпуска монет по годам и номиналу |
|                                                   | 2000                                              | 2001                                              | 2004                                              | 2005                                              | 2006                                              | 2007                                              | 2008                                              | 2009                                              | 2010                                              | 2011                                              | 2012                                              | 2013                                              | 2014                                              | 2015                                              | 2016                                              | 2017                                              | 2018                                              | 2019                                              | Всего                                             |
| ------------------------------------------------- | ------------------------------------------------- | ------------------------------------------------- | ------------------------------------------------- | ------------------------------------------------- | ------------------------------------------------- | ------------------------------------------------- | ------------------------------------------------- | ------------------------------------------------- | ------------------------------------------------- | ------------------------------------------------- | ------------------------------------------------- | ------------------------------------------------- | ------------------------------------------------- | ------------------------------------------------- | ------------------------------------------------- | ------------------------------------------------- | ------------------------------------------------- | ------------------------------------------------- | ------------------------------------------------- |
| 50 тенге                                          |                                                   |                                                   |                                                   |                                                   |                                                   |                                                   |                                                   | 2                                                 |                                                   |                                                   |                                                   |                                                   |                                                   |                                                   |                                                   |                                                   |                                                   |                                                   | 2                                                 |
| 100 тенге                                         |                                                   |                                                   | 4                                                 |                                                   | 1                                                 |                                                   |                                                   | 3                                                 | 1                                                 |                                                   |                                                   |                                                   |                                                   |                                                   |                                                   |                                                   |                                                   |                                                   | 9                                                 |
| 500 тенге                                         | 1                                                 |                                                   |                                                   | 1                                                 | 2                                                 | 2                                                 |                                                   | 4                                                 | 3                                                 | 6                                                 | 4                                                 | 3                                                 | 2                                                 | 2                                                 | 2                                                 | 2                                                 | 1                                                 | 2                                                 | 37                                                |
| 1000 тенге                                        |                                                   | 1                                                 |                                                   |                                                   |                                                   |                                                   |                                                   |                                                   |                                                   |                                                   |                                                   |                                                   |                                                   |                                                   |                                                   |                                                   |                                                   |                                                   | 1                                                 |
| 50 000 тенге                                      |                                                   |                                                   |                                                   |                                                   |                                                   |                                                   | 1                                                 |                                                   | 1                                                 | 1                                                 |                                                   |                                                   |                                                   |                                                   |                                                   |                                                   |                                                   | 1                                                 | 4                                                 |
| 100 000 тенге                                     |                                                   |                                                   |                                                   |                                                   |                                                   |                                                   |                                                   |                                                   |                                                   |                                                   |                                                   | 1                                                 |                                                   |                                                   |                                                   |                                                   |                                                   |                                                   | 1                                                 |
| Всего                                             | 1                                                 | 1                                                 | 4                                                 | 1                                                 | 3                                                 | 2                                                 | 1                                                 | 9                                                 | 5                                                 | 7                                                 | 4                                                 | 4                                                 | 2                                                 | 2                                                 | 2                                                 | 2                                                 | 1                                                 | 3                                                 | +                                                 |

## Серия «Самые маленькие золотые монеты мира»
Монеты серии выпускались в 2004—2009 годах.
| 2004 | | Золото царя Мидаса       |
| 2004 | Аверс: герб Казахстана, название государства на англ. REPUBLIC OF KAZAKHSTAN, номинал, год выпуска, масса и проба металла. Реверс: возлежащий царь Мидас с бокалом в руке и яствами под ним, растительный орнамент, название монеты на англ. GOLD OF KING MIDAS. Гурт рубчатый. Номинал: 100 тенге. Масса: 1,24 г. Диаметр: 13,92 мм. Тираж: 5000 шт.               |                          |
| 2004 | | Сокровище царя Крёза     |
| 2004 | Аверс: герб Казахстана, название государства на англ. REPUBLIC OF KAZAKHSTAN, номинал, год выпуска, масса и проба металла. Реверс: профиль царя Крёза на фоне древних монет и древнегреческого храма, геометрический орнамент, название монеты на англ. KING KROISOS TREASURE. Гурт рубчатый. Номинал: 100 тенге. Масса: 1,24 г. Диаметр: 13,92 мм. Тираж: 5000 шт. |                          |
| 2004 | | Марко Поло               |
| 2004 | Аверс: герб Казахстана, название государства на англ. REPUBLIC OF KAZAKHSTAN, номинал, год выпуска, масса и проба металла. Реверс: портрет путешественника на фоне каравана верблюдов и корабля, его имя на англ. MARCO POLO и годы жизни (1254—1324). Гурт рубчатый. Номинал: 100 тенге. Масса: 1,24 г. Диаметр: 13,92 мм. Тираж: 20 000 шт.                       |                          |
| 2004 | | Древний Туркестан        |
| 2004 | Аверс: герб Казахстана, название государства на англ. REPUBLIC OF KAZAKHSTAN, номинал, год выпуска, масса и проба металла. Реверс: караван верблюдов на фоне мавзолея Ходжи Ахмеда Ясави, название монеты на англ. ANCIENT TURKESTAN. Гурт рубчатый. Номинал: 100 тенге. Масса: 1,24 г. Диаметр: 13,92 мм. Тираж: 15 000 шт.                                        |                          |
| 2006 | | Орлиноголовый грифон     |
| 2006 | Аверс: герб Казахстана, название государства на англ. REPUBLIC OF KAZAKHSTAN, номинал, год выпуска, масса и проба металла. Реверс: изображение изделия, найденного при раскопках Берельского кургана, национальный орнамент, название монеты на англ. EAGLE-HEADED GRIFFIN. Гурт рубчатый. Номинал: 100 тенге. Масса: 1,24 г. Диаметр: 13,92 мм. Тираж: 18 000 шт.  |                          |
| 2009 | | Жалаулинский клад        |
| 2009 | Аверс: национальный орнамент, название банка-эмитента на каз. ҚАЗАҚСТАН ҰЛТТЫҚ БАНКІ, номинал, проба металла. Реверс: изображение изделия в виде оленя, спираль, название монеты на англ. ZHALAULINSKIY TREASURE, год выпуска. Гурт рубчатый. Номинал: 50 тенге. Масса: 0,5 г. Диаметр: 11 мм. Тираж: 14 000 шт.                                                    |                          |
| 2009 | | Жалаулинский клад        |
| 2009 | Аверс: национальный орнамент, название банка-эмитента на каз. ҚАЗАҚСТАН ҰЛТТЫҚ БАНКІ, номинал, проба металла. Реверс: изображение изделия в виде оленя, спираль, название монеты на англ. ZHALAULINSKIY TREASURE, год выпуска. Гурт рубчатый. Номинал: 100 тенге. Масса: 1,24 г. Диаметр: 13,92 мм. Тираж: 9500 шт.                                                 |                          |
| 2009 | | Голова кошачьего хищника |
| 2009 | Аверс: национальный орнамент, название банка-эмитента на каз. ҚАЗАҚСТАН ҰЛТТЫҚ БАНКІ, номинал, проба металла. Реверс: изображение золотой бляхи, название монеты на англ. CAT PREDATOR HEAD, год выпуска. Гурт рубчатый. Номинал: 50 тенге. Масса: 0,5 г. Диаметр: 11 мм. Тираж: 14 000 шт.                                                                         |                          |
| 2009 | | Голова кошачьего хищника |
| 2009 | Аверс: национальный орнамент, название банка-эмитента на каз. ҚАЗАҚСТАН ҰЛТТЫҚ БАНКІ, номинал, проба металла. Реверс: изображение золотой бляхи, название монеты на англ. CAT PREDATOR HEAD, год выпуска. Гурт рубчатый. Номинал: 100 тенге. Масса: 1,24 г. Диаметр: 13,92 мм. Тираж: 9500 шт.                                                                      |                          |

## Серия «Животные»
Монеты серии номиналом 500 тенге, массой 7,78 г и диаметром 25 мм, выпускались в 2005—2012 годах.
Аверс: герб Казахстана, название государства на англ. REPUBLIС OF KAZAKHSTAN, номинал, год выпуска, масса и проба металла.
Реверс: изображение животного и его название на латыни или английском. На месте глаз животных — вставки из бриллиантов диаметром до 1 мм каждый.
Гурт рубчатый.
| 2005 |  | Красный волк лат. Cuon alpinus Тираж: 4000 шт.    |      | 2009 |                                       | Ирбис лат. Uncia uncia Тираж: 5000 шт. |
| 2007 |  | Обыкновенная рысь лат. Felis lynx Тираж: 5000 шт. | 2011 |      | Филин англ. Eagle owl Тираж: 5000 шт. |                                        |

## Серия «Знаменитые мечети мира»
Монеты серии номиналом 500 тенге, массой 3,11 г и диаметром 16 мм, выпускались в 2006—2013 годах. С таким же дизайном были выпущены 4 серебряные монеты номиналом 500 тенге.
Аверс: стилизованное изображение арки и спирали, символизирующее вход в мечеть, название банка-эмитента на англ. NATIONAL BANK OF KAZAKHSTAN (у монет 2006 года) или на каз. ҚАЗАҚСТАН ҰЛТТЫҚ БАНКІ (у все остальных) и его логотип, знак монетного двора, номинал, год выпуска, проба металла.
Реверс: вид на мечеть, название святыни и города, где она расположена (кроме монет «Мечеть Захир» и «Мечеть Байтуррахман Рая»), на английском языке.
Гурт рубчатый.
| 2006 |  | Масджид аль-Харам (Мекка, Саудовская Аравия) Тираж: 4000 шт.  |      | 2011 |                                                                 | Мечеть Султана Омара Али Сайфуддина (Бандар-Сери-Бегаван, Бруней) Тираж: 3000 шт. |
| 2006 |  | Масджид ан-Набави (Медина, Саудовская Аравия) Тираж: 4000 шт. | 2011 |      | Тадж-ул-Масджид (Бхопал, Индия) Тираж: 3000 шт.                 |                                                                                   |
| 2010 |  | Купол Скалы (Иерусалим, Израиль) Тираж: 3000 шт.              | 2012 |      | Мечеть Захир (Алор-Сетар, Малайзия) Тираж: 3000 шт.             |                                                                                   |
| 2010 |  | Кааба (Мекка, Саудовская Аравия) Тираж: 3000 шт.              | 2012 |      | Мечеть Фейсал (Исламабад, Пакистан) Тираж: 3000 шт.             |                                                                                   |
| 2010 |  | Мечеть Султана Хуссейна (Сингапур) Тираж: 3000 шт.            | 2013 |      | Мечеть Байтуррахман Рая (Банда-Ачех, Индонезия) Тираж: 3000 шт. |                                                                                   |
| 2011 |  | Мечеть Мухаммеда Али (Каир, Египет) Тираж: 3000 шт.           |      |      |                                                                 |                                                                                   |

## Серия «Восточный календарь»
Монеты серии номиналом 500 тенге, массой 7,78 г и диаметром описанной окружности 21,78 мм, имеющие форму 12-гранника, выпускаются с 2011 года. С таким же дизайном выпускаются серебряные монеты номиналом 500 тенге.
Аверс: символы знаков зодиака на фоне звёзд, название государства на каз. ҚАЗАҚСТАН РЕСПУБЛИКАСЫ и англ. REPUBLIС OF KAZAKHSTAN, номинал, масса и проба металла, стилизованное изображение Солнца.
Реверс: крупное изображение животного — символа текущего года, окружённое изображениями других животных, надписи на рус. ВОСТОЧНЫЙ КАЛЕНДАРЬ, каз. ШЫҒЫС КҮНТІЗБЕСІ и англ. ORIENTAL CALENDAR, год выпуска монеты и знак монетного двора.
Гурт гладкий.
| 2011 |  | Год кролика Тираж: 3000 шт. |      | 2015 |                              | Год овцы Тираж: 1000 шт.  |
| 2012 |  | Год дракона Тираж: 3000 шт. | 2016 |      | Год обезьяны Тираж: 1000 шт. |                           |
| 2013 |  | Год змеи Тираж: 3000 шт.    | 2017 |      | Год петуха Тираж: 1000 шт.   |                           |
| 2014 |  | Год лошади Тираж: 3000 шт.  | 2018 |      | Год собаки Тираж: 200 шт.    |                           |
|      |  |                             |      | 2019 |                              | Год кабана Тираж: 200 шт. |
|      |  |                             |      | 2020 |                              | Год мыши Тираж: 300 шт.   |

## Серия «Портреты на банкнотах»
Монеты серии номиналом 500 тенге, массой 7,78 г и диаметром 21,78 мм, выпускаются с 2011 года. С таким же дизайном выпускаются серебряные монеты номиналом 500 тенге и медно-никелевые монеты номиналом 50 тенге.
Аверс: герб Казахстана и номинал, национальный орнамент, логотип НБРК, название государства на каз. ҚАЗАҚСТАН РЕСПУБЛИКАСЫ и рус. РЕСПУБЛИКА КАЗАХСТАН.
Реверс: фрагмент банкноты 1993 года с портретом деятеля, его имя, национальный орнамент, масса и проба металла, год выпуска монеты.
Гурт рубчатый.
| 2011 |  | Аль-Фараби (1 тенге) Тираж: 4000 шт.             |      | 2015 |                                         | Абай Кунанбаев (20 тенге) Тираж: 4000 шт. |
| 2012 |  | Суюнбай Аронулы (3 тенге) Тираж: 4000 шт.        | 2016 |      | Абулхайр-хан (50 тенге) Тираж: 1000 шт. |                                           |
| 2013 |  | Курмангазы Сагырбайулы (5 тенге) Тираж: 4000 шт. | 2017 |      | Абылай-хан (100 тенге) Тираж: 200 шт.   |                                           |
| 2014 |  | Чокан Валиханов (10 тенге) Тираж: 1000 шт.       |      |      |                                         |                                           |

## Другие золотые монеты
| 2000 | | 1500 лет Туркестану                    |
| 2000 | Аверс: номинал, название банка-эмитента на каз. ҚАЗАҚСТАН ҰЛТТЫҚ БАНКІ и его логотип, национальный орнамент, знак монетного двора, год выпуска, проба металла. Реверс: мавзолей Ходжи Ахмеда Ясави, его название на каз. КОЖА АХМЕТ ЯСАУИ КЕСЕНЕСI и надпись «1500 лет Туркестану» на каз. 1500 ЖЫЛ ТҮРКІСТАН. Гурт рубчатый. Номинал: 500 тенге. Масса: 7,78 г. Диаметр: 21,87 мм. Толщина: 1,6 мм. Тираж: 1000 шт. |                                        |
| 2001 | | Иссыкский золотой человек              |
| 2001 | Аверс: название государства на каз. ҚАЗАҚСТАН РЕСПУБЛИКАСЫ и англ. REPUBLIC OF KAZAKHSTAN, элемент головного убора Иссыкского вождя в виде крылатых коней с рогами, национальный орнамент, номинал, год выпуска. Реверс: изображение Иссыкского вождя в полный рост и отдельные элементы его одеяния, надпись «Золотой человек» на каз. АЛТЫН АДАМ и англ. GOLDEN MAN, знак монетного двора, проба металла. Гурт рубчатый. Номинал: 1000 тенге. Масса: 7,78 г. Диаметр: 21,87 мм. Толщина: 1,6 мм. Тираж: 2000 шт.             |                                        |
| 2007 | | Олимпийские игры 2008. Прыжок в высоту |
| 2007 | Аверс: герб Казахстана на фоне стилизованного изображения стадиона, название государства на англ. REPUBLIС OF KAZAKHSTAN, номинал, логотип НБРК, масса и проба металла, год чеканки монеты. Реверс: прыгающая спортсменка, надпись «Олимпийские игры 2008» на англ. OLYMPIC GAMES 2008. Гурт рубчатый. Номинал: 500 тенге. Масса: 7,78 г. Диаметр: 25 мм. Тираж: 5000 шт. |                                        |
| 2008 | | 15 лет тенге                           |
| 2008 | Аверс: герб Казахстана на фоне 8-конечной звезды, название банка-эмитента на каз. ҚАЗАҚСТАН ҰЛТТЫҚ БАНКІ, знак монетного двора, номинал, масса и проба металла. Реверс: на фоне орнамента из символов тенге — крупный символ тенге, изображения памятных монет «Тюркский всадник», «Тюльпан Регеля» и «Космос» и банкноты в 10 000 тенге образца 2006 года; надпись на каз. ТЕҢГЕГЕ 15 ЖЫЛ — «15 лет тенге», год выпуска. Гурт рубчатый. Номинал: 50 000 тенге. Масса: 1000 г. Диаметр: 100 мм. Тираж: 100 шт.                 |                                        |
| 2009 | | Олимпийские игры 2010. Биатлон         |
| 2009 | Аверс: герб Казахстана на фоне стилизованного изображения стадиона, название государства на англ. REPUBLIС OF KAZAKHSTAN, номинал, логотип НБРК, масса и проба металла, год чеканки монеты. Реверс: сцена биатлона, изображение пяти мишеней, на месте трёх из которых — вставки из 3 бриллиантов диаметром до 1 мм каждый, надпись «Олимпийские игры 2010» на англ. OLYMPIC GAMES 2010. Гурт рубчатый. Номинал: 500 тенге. Масса: 7,78 г. Диаметр: 25 мм. Тираж: 5000 шт.                                                     |                                        |
| 2009 | | Тигр                                   |
| 2009 | Аверс: герб Казахстана, название банка-эмитента на каз. ҚАЗАҚСТАН ҰЛТТЫҚ БАНКІ, номинал, масса и проба металла. Реверс: изображение тигра, названия животного на каз. ЖОЛБАРЫС и англ. TIGER, знак монетного двора, год выпуска монеты. Гурт рубчатый. Номинал: 500 тенге. Масса: 7,78 г. Диаметр: 21,87 мм. Тираж: 3000 шт. |                                        |
| 2009 | | Ирбис                                  |
| 2009 | Аверс: герб Казахстана на фоне национального орнамента, название банка-эмитента на каз. ҚАЗАҚСТАН ҰЛТТЫҚ БАНКІ, номинал, масса и проба металла, знак монетного двора. Реверс: пара ирбисов на фоне гор, названия животного на каз. БАРЫС и лат. UNCIA UNCIA, год чеканки монеты. Гурт рубчатый. Номинал: 100 тенге. Масса: 1,24 г. Диаметр: 13,92 мм. Тираж: 9500 шт. |                                        |
| 2009 | | Ирбис                                  |
| 2009 | Аверс: герб Казахстана на фоне национального орнамента, название банка-эмитента на каз. ҚАЗАҚСТАН ҰЛТТЫҚ БАНКІ, номинал, масса и проба металла, знак монетного двора. Реверс: пара ирбисов на фоне гор, названия животного на каз. БАРЫС и лат. UNCIA UNCIA, год чеканки монеты. Гурт рубчатый. Номинал: 500 тенге. Масса: 31,1 г. Диаметр: 32 мм. Тираж: 1500 шт. |                                        |
| 2010 | | 7-е Зимние Азиатские игры              |
| 2010 | Аверс: изображение тянь-шаньской ели и лыжни, название государства на каз. ҚАЗАҚСТАН РЕСПУБЛИКАСЫ и англ. REPUBLIC OF KAZAKHSTAN, знак монетного двора, номинал, масса и проба металла, год выпуска. Реверс: логотип игр на фоне стилизованного изображения льда, идеограммы зимних видов спорта, название игр на каз. 7ші ҚЫСҚЫ АЗИЯ ОЙЫНДАРЫ и англ. 7th ASIAN WINTER GAMES. Гурт рубчатый. Номинал: 100 тенге. Масса: 1,24 г. Диаметр: 13,92 мм. Тираж: 8000 шт.                                                            |                                        |
| 2010 | | 7-е Зимние Азиатские игры              |
| 2010 | Аверс: изображение петроглифа «Солярное божество» в окружении снежинок, стилизованное изображение лыжни, название государства на каз. ҚАЗАҚСТАН РЕСПУБЛИКАСЫ и англ. REPUBLIC OF KAZAKHSTAN, знак монетного двора, номинал, масса и проба металла, год выпуска. Реверс: логотип игр на фоне стилизованного изображения льда, идеограммы зимних видов спорта, название игр на каз. 7ші ҚЫСҚЫ АЗИЯ ОЙЫНДАРЫ и англ. 7th ASIAN WINTER GAMES. Гурт рубчатый. Номинал: 50 000 тенге. Масса: 1000 г. Диаметр: 100 мм. Тираж: 145 шт. |                                        |
| 2011 | | 20 лет независимости                   |
| 2011 | Аверс: герб государства, карта Казахстана с изображением крылатого ирбиса, название банка-эмитента на каз. ҚАЗАҚСТАН ҰЛТТЫҚ БАНКІ, знак монетного двора, номинал, масса и проба металла. Реверс: на фоне стилизованного циферблата часов — коллаж из достопримечательностей Астаны и Алма-Аты, надпись на каз. ТӘУЕЛСІЗ ҚАЗАҚСТАНҒА 20 ЖЫЛ — «Независимому Казахстану 20 лет», год выпуска. Гурт рубчатый. Номинал: 50 000 тенге. Масса: 1000 г. Диаметр: 100 мм. Тираж: 100 шт.                                               |                                        |
| 2013 | | 20 лет тенге                           |
| 2013 | Аверс: название банка-эмитента на каз. ҚАЗАҚСТАН ҰЛТТЫҚ БАНКІ, номинал, масса и проба металла, национальный орнамент. Реверс: герб Казахстана, окружённый изображениями различных банкнот национальной валюты, орнамент из символов тенге, надпись на каз. ТЕҢГЕГЕ 20 ЖЫЛ — «20 лет тенге», год выпуска. Гурт рубчатый. Номинал: 100 000 тенге. Масса: 2000 г. Диаметр: 100 мм. Тираж: 60 шт. |                                        |